# Wang Jingwei
Wang Jingwei, född 4 maj 1883 i Sanshui, död 10 november 1944 i Nagoya, var en kinesisk nationalistisk politiker som hade en lång karriär som revolutionär och inom Guomindang, där han var en av Chiang Kai-sheks viktigaste rivaler. Under slutet av sitt liv ledde han en japansk marionettstat, vilket gjort att han idag främst är känd som Kinas Quisling.

## Ungdom och utbildning
1901 tog Wang sin första examen (xiucai) i det kejserliga examensväsendet, men ansökte sedan om att få statligt stipendium för att studera i Japan. Wang fick stipendium för studier vid den skola som idag kallas Hosei-universitetet, och 1904 begav sig Wang och hans vän Hu Hanmin till Tokyo för att påbörja sina studier. I Tokyo kom de snabbt i kontakt med Sun Yat-sens revolutionära rörelse för att störta Qing-dynastin och Wang gick med i Suns parti, "De edsvurnas förbund" (Tongmenghui), redan 1905.

## Revolutionära aktiviteter
Wang blev en nära förtrogen till Sun Yat-sen och planlade flera attentat mot ledande manchuiska statsmän. Under 1910 genomförde han och en grupp andra revolutionärer ett misslyckat bombattentat mot prinsregenten Zaifeng. Dådet gjorde omedelbart Wang känd i hela Kina och myndigheterna vågade inte ge Wang dödsstraff, utan dömde honom istället till livstids fängelse. När Xinhairevolutionen utbröt följande år återfick Wang friheten och kunde då fortsätta sitt arbete i Suns nya parti Tongmenghui.

## Ledande i Kuomintang
Under det tidiga tjugotalet höll Wang flera viktiga poster i den regering i Guangzhou som Sun Yat-sen grundat i opposition mot den officiella regeringen i Peking och Wang åtnjöt stor popularitet. I egenskap av Suns nära förtrogne bistod han denne i utarbetandet av ett testamente och Wang ansågs därför vara en självklar efterträdare till Sun när denne hastigt avled under ett besök i Peking i mars 1925.
Wang var länge en framträdande kinesisk politiker på Nationalistpartiets vänsterkant och försökte utmana Chiang Kai-shek flera gånger. Under Nordfälttåget deltog han 1926-27 i en rivaliserande regering i Wuhan tillsammans med kommunisterna.
1930 allierade han sig med krigsherrarna Feng Yuxiang, Yan Xishan och Li Zongren i ett försök att störta Chiang Kai-shek, men de besegrades i det korta inbördeskrig som följde och Wang flydde landet för en tid. Följande år gjorde han ett nytt försök att starta en rivaliserande regering i Guangzhou, men denna upplöstes under hösten i samband med att Japan invaderade Manchuriet och Wang bjöds att delta i en samlingsregering i Nanking. Från och med 1932 tjänstgjorde han som Republiken Kinas konseljpresident (dvs. premiärminister), men tvingades avgå i december 1935 efter att han skadats svårt i ett politiskt attentat.
Wang följde med Chiang Kai-sheks regering när den flydde till Chongqing under det andra kinesisk-japanska kriget, men blev allt mer pessimistisk om Kinas möjligheter att vinna kriget mot Japan och förordade en förhandlingslösning framför fortsatta strider.

## Landsförräderi

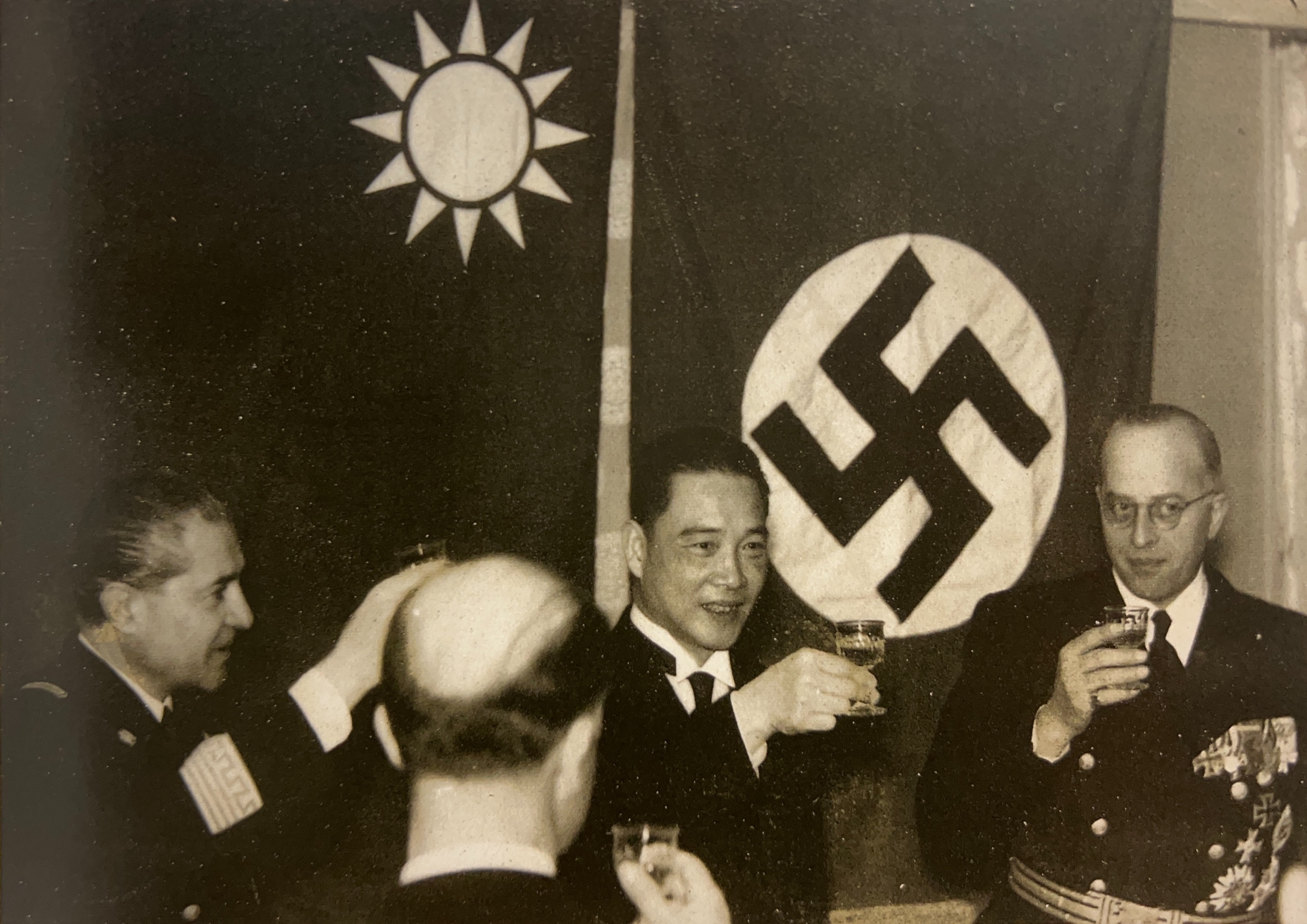
Wang skålar med den nazityske ambassadören i Nanjing, Heinrich Georg Stahmer (t.h.) c:a 1941-42.

I slutet på 1938 lämnade Wang och hans stab Chongqing för att bege sig till Kunming, där han inledde förhandlingar med Japan. I april 1939 skadades han i ett attentat som iscensatts av agenter från Guomindang och han flydde till japansk-ockuperade Shanghai, där han fortsatte förhandlingarna.
Den 30 mars 1940 blev Wang överhuvud för "Republiken Kinas reorganiserade regering" med säte i Nanking, vilken var en japansk lydstat som erkände Japans dominans i Kina och marionettstaten Manchukuos legitimitet. Den nya regimen gjorde anspråk på att representera hela Kina och använde samma institutioner och nationella symboler som Chiangs regering i Chongqing. För att stärka sin legitimitet förhandlade Wang fram ett avtal med Japan som upphävde exterritorialrätten och de ojämlika fördragen samt överlämnade Shanghai International Settlement och den franska koncessionen i Shanghai till kinesisk jurisdiktion.
Den 10 november 1944 avled Wang i Nagoya i sviterna av de attentat han utsatts för under 30-talet och undgick därför uppgörelserna efter andra världskrigets slut följande år.